# Upplands runinskrifter 110
Upplands runinskrifter 110 är ett vikingatida runstensfragment av granit i Bisslinge, Eds socken och Upplands Väsby kommun. Det är inte helt uteslutet, men inte troligt, att fragmentet hör till runstenen U 109. Runstensfragmentet är 0,43 gånger 0,30 meter stort.

## Inskriften
Translitterering av runraden:
... ...-tan × ift... ...
Normalisering till runsvenska:
... [s]tæin æft[iʀ] ...
Översättning till nusvenska:
... sten efter ...